# معركة بويبلا
مَعْرَكة بِويَبلا (بالإسبانية: Batalla de Puebla ؛ بالفرنسية: Bataille de Puebla) دَارَتْ رَحَاها يَومْ 5 مايو 1862، بالقرب من مدينة بويبلا أثناء التدخل الفرنسي الثاني في المكسيك، انتهت المعركة بانتصار الجيش المكسيكي. هذا الانتصار ضد الجيش الفرنسي الأفضل تجهيزًا والأكثر عَدداً  قدم دفعة معنوية كبيرة للمكسيكيين وساعد أيضًا في إبطاء التقدم الفرنسي نحو مكسيكو سيتي.
يتم الاحتفال بالنصر المكسيكي سنويًا من خلال مهرجان في نفس تاريخ المعركة. يتم الاحتفال به بشكل أساسي في ولاية بويبلا المكسيكية،  حيث يتم الاحتفال بالعطلة باسم "El Día de la Batalla de Puebla" (بالعربية «يوم معركة بويبلا»). هناك بعض الاعتراف المحدود بالعطلة في أجزاء أخرى من البلاد. مثلاً في الولايات المتحدة، تطورت هذه العطلة لتصبح عطلة سينكو دي مايو الشهيرة جدًا، احتفالًا بالتراث المكسيكي.

## خَلفية
تَسَببت حرب الإصلاح من 1858 إلى 1860 في ضائقة اقتصادية كبيرة في جميع أنحاء المكسيك وأعدائها الألداء، لكن حزب المحافظين المهزومين الباقين كانوا ما يزالون يعارضون الحكومة ويأملون في دعم قضيتهم. عندما تولى منصب الرئيس المنتخب في عام 1861، اضطر بينيتو خواريز إلى تعليق مدفوعات الفائدة على الديون الخارجية لمدة عامين. في نهاية أكتوبر 1861، اجتمع دبلوماسيون من إسبانيا وفرنسا والمملكة المتحدة في لندن لتشكيل التحالف الثلاثي، بهدف رئيسي وهو شن غزو الحلفاء للمكسيك، والتأكد من أن الحكومة المكسيكية ستكون على استعداد للتفاوض بشأن شروط بسداد ديونها. ومع ذلك، كان الفرنسيون يستخدمون التحالف سرا كواجهة لغزو الدولة الممزقة. كان هدف الإمبراطور الفرنسي نابليون الثالث هو إنشاء نظام مكسيكي دمية في محاولة لتأسيس النفوذ الفرنسي في أمريكا اجنوبية والحلفاء الفرنسيين المحتملين. في ديسمبر 1861، نزلت القوات الإسبانية في فيراكروز. وتبعتها القوات البريطانية والفرنسية في أوائل يناير كانون الثاني. احتلت القوات المتحالفة فيراكروز وتقدمت إلى أوريزابا. ومع ذلك، انهار التحالف الثلاثي بحلول أوائل أبريل 1862، عندما أصبح من الواضح أن الفرنسيين أرادوا فرض مطالب قاسية على حكومة خواريز وإثارة الحرب. انسحب البريطانيون والإسبان بعد التفاوض السلمي على اتفاقيات مع خواريز، تاركين الفرنسيين في مسيرة بمفردهم في مكسيكو سيتي.

## مُقَدمة
جاءت المعركة القادمة بسبب سوء فهم للاتفاق الفرنسي على الانسحاب إلى الساحل. عندما رأت القوات المكسيكية الجنود الفرنسيين في المسيرة، اعتبروا ذلك علامة على استئناف الأعمال العدائية وشعروا بالتهديد، وما زاد الطين بلة، تم إبلاغ القوات المكسيكية بأن المفاوضات السياسية للانسحاب قد انهارت. تم تقديم شكوى شديدة من قبل المكسيكيين إلى شارل دي لورنسز الذي اتخذ من هذه الوقاحة مبرراً لمهاجمة قواته. قرر الجنرال الفرنسي تأجيل انسحابه إلى الساحل واحتلال أوريزابا بدلاً من ذلك، مما منع المكسيكيين من الدفاع عن الممرات بين أوريزابا وميناء فيراكروز. عاد القائد المكسيكي الجنرال اجناسيو ساراجوزا إلى ممر أكولتسينغو، حيث هُزم هو وجيشه في مناوشة مع قوات لورنسز في 28 أبريل. تراجع ساراجوزا إلى بويبلا، التي كانت تحت سيطرة الحكومة المكسيكية منذ حرب الإصلاح. كانت المدينة محصنة بشكل كبير مع 5 حصون تحيط بها. إلى الشمال، كان هناك حصونان حجريتان لوريتو وجوادالوبي على قمم التلال المقابلة. قام ساراجوزا بحفر خندق للانضمام إلى الحصون عبر السرج. وتوقع لورنسز أن يلتقي بقوات المحافظين المكسيكيين الذين وعدوا بمساعدة حملته الانتخابية لكن لم يكن هناك ما يشير إلى ذلك. غير معروف له، أرسل ساراجوزا بالفعل قوة لمنع توقفهم في المعركة القادمة. كما أنه قاد إلى الاعتقاد بأن شعب بويبلا كان ودودًا تجاه الفرنسيين، وأن الحامية المكسيكية التي أبقت الناس في الطابور سوف يتغلب عليها السكان بمجرد قيامه باستعراض القوة. قد يثبت أن هذا خطأ خطير في التقدير من جانب لورنسز حيث احتشد المزيد من المكسيكيين لصد الأجانب بدلاً من القتال من أجل المحافظين مرة أخرى.

### قوات الجَيشين

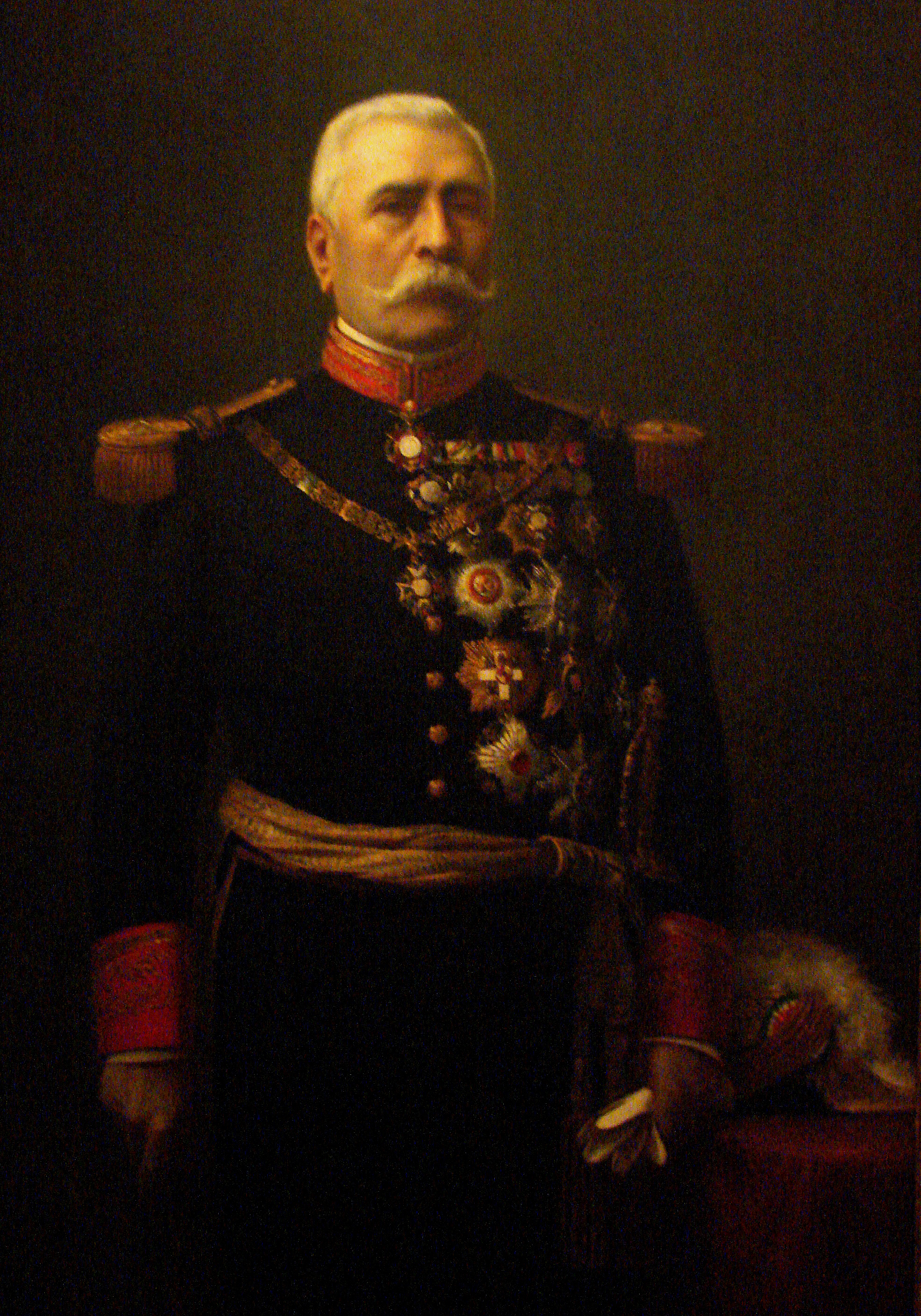
الجنرال بورفيريو دياث ، أحد قادة الجَيش المكسيكي في مَعْرَكة بِويَبلا.

يتألف الجيش الفرنسي بشكل أساسي من الزواف، وهم مشاة خفيفون ذوو مهارات عالية يتألفون في البداية من رجال قبائل من البر الرئيسي للجزائر ولكن بمرور الوقت سيضم المزيد من الأوروبيين. لقد أثبتوا أنهم يتمتعون بمهارات عالية وقدرة خلال حرب القرم والحروب في إيطاليا وسوف يساهمون في الجهد الرئيسي خلال المعركة. كانت القوات الفرنسية أفضل تدريبًا وتجهيزًا وكان حجم الجيش مساويًا للفرقة الفرنسية التي تضم حوالي 6000 رجل. كان يقود القوة الاستكشافية الفرنسية في ذلك الوقت الجنرال تشارلز دي لورنسز، وهو جندي محترف طموح مع خدمات في الجزائر وشبه جزيرة القرم حصل مؤخرًا على رتبة لواء.
كان الجيش المكسيكي عبارة عن فرقة من الوطنيين الغَير مُنَظمين مقارنة بنظرائهم، ولكن لا يزال من الممكن الاعتماد عليهم لخدمة بلادهم. لقد حارب جيش الشرق مؤخرًا وانتصر ضد الفصيل المحافظ خلال حرب الإصلاح وكان ماهرًا في كل من الحرب التقليدية وحرب العصابات. كان قائدهم العام اجناسيو ساراجوزا، وهو جنرال متمرس بدون تدريب عسكري رسمي قاد متطوعين لدعم خواريز وفهم أهمية التضاريس والموقع الذي أدى إلى قراره بالانسحاب أكثر إلى الداخل إلى المكسيك بدلاً من القتال على أرض مفتوحة.

### التَخطيط
في 3 مايو، وصلت القوات المكسيكية المنسحبة إلى بويبلا وبدأت على عجل في بناء الدفاعات. على الرغم من سقوط بويبلا خلال فترة حكم المحافظين، إلا أن الحصون الشمالية لم تتعرض أبدًا للهجوم المباشر من قبل القوات المعارضة. في هذه الأثناء، في قرية أمازوك القريبة، كان لورنسز وطاقمه يتخذون قرارًا بشأن خطة للهجوم. اقترح حلفاؤه المحافظون الالتفاف حول المدينة تمامًا والسير إلى مكسيكو سيتي، لكن لورنسز لم يرغب في ترك خطوط الاتصال الخاصة به إلى فيراكروز عرضة للأعداء. وعندما أصبحت المعركة في بويبلا حتمية، اقترح العديد من الضباط والحلفاء المحافظين تطويق الحصنين الشماليين ومهاجمة الجنوب نحو مناطق أكثر ملاءمة. ومع ذلك، قال مهندس مكسيكي للجنرال إن حصون لوريتو وغوادالوب قد تركوا في حالة سيئة وسيكونون أكثر عرضة لقذائف المدفعية. قرر لورنسز أن يُهاجم الحصون ويثق في أن رجاله ذوي الخبرة سوف يأخذونها بسهولة.
في 5 مايو حوالي الساعة 5 صباحًا، غادر الفرنسيون أمازوك باتجاه بويبلا. أقاموا معسكرًا مؤقتًا من قبل هاسيندا أملوكان، على بعد ثلاثة أميال من بويبلا، لانتظار كتيبة الخَيالة الخَفيفة لإيجاد مساحة للمدفعية لإطلاق قذائفهم. على الرغم من مضايقات رجال العصابات المكسيكيين على الخيول، وجد الفرنسيون موقعًا على بعد 2700 ياردة من حصن غوادالوب، وهو الهدف الرئيسي للهجوم. عندما وصل الفرنسيون إلى القوة في الصباح، توقع لورنسز أن يقوم المحافظون في بويبلا بأعمال شغب وإحداث فوضى داخل جيش ساراجوزا، ولكن بحلول الساعة 10:15 صباحًا، بدأت المعركة عندما بدأت المدافع في إطلاق النار.

## المَعركة

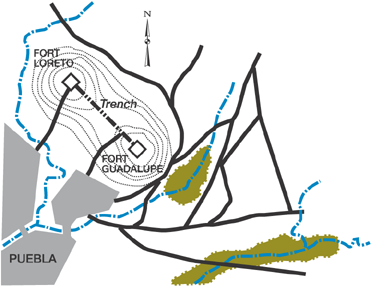
خريطة توضح تضاريس بويبلا في وقت المعركة.

جعلت الحصون والخنادق بَين الجَيشين الجانب الأيسر للمكسيك، بينما مَثَلَ سفح تل غوادالوب وسط أرض المَعركة، وعلى اليمين، القوات الفَرنسية.
قرر لورنسز مهاجمة بويبلا من الشمال فقط على اليسار المكسيكي، وركز الهجوم في الغالب على الحصون، التي كانَ يعتقد أنها محصنة بشكل سيئ. ومع ذلك، اقترح ضباطه مرة أخرى محاولة الالتفاف حول الحصون ومهاجمة الجنوب لكن لورنسز رفض آرائهم. كان ينوي مهاجمة الحصون بـ 4000 جندي. ومع ذلك، بدأ هجومه في وقت متأخر من اليوم، مستخدمًا مدفعيته قبل الظهر بقليل، بينما تقدم مالشاة في وقت الظهيرة. في الهجوم الأول، استخدم لورنسز مدفعيته لقصف الحصون مباشرة قبل إطلاق رجاله في الساعة 11:45. ومع ذلك، فإن الحصون الحجرية صمدت، ربما بسبب حقيقة أن لورنسز وضع مدفعيته في مدى بعيد للحصول على زاوية أفضل. خلال المعركة، كان يحاول تغيير موقع المدفعية ولكن المحاولة كانت غير مجدية لأن منحدر حصن غوادالوب تفادى قوة القصف حيث كانت القذائف تتساقط على الأرض في بعض الأحيان. كانت المدافع الفرنسية ضعيفة وخفيفة للغاية بحيث لا يمكن أن تلحق أضرارًا جسيمة، ولم تحقق سوى مدافع هاوتزر ذات الـ 12 مدقة نتائج خطيرة بين القوات المكسيكية داخل الحصن، ولكن بحلول الهجوم الأول، استخدم الفرنسيون ذخيرة نصف مدفعية. أرسل الفرنسيون كتيبتين من الزواف لمهاجمة غوادالوب بينما غطت كتيبة من مشاة البحرية جناحها. تعرض الفرنسيون للنيران المكشوفة من كل من الحصون والخنادق، وبالتالي تعرضوا لخسائر مما أجبر لورنسز على تغيير تكتيكاته.

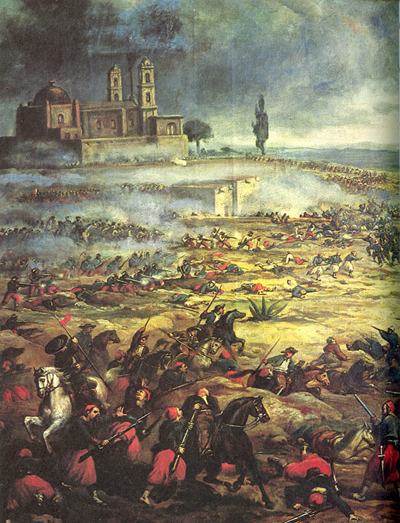
هُجوم سلاح الخَيالة المكسيكي في معركة بويبلا ، بريشة فرانسيسكو ب ميراندا.

خلال الهجوم الثاني، خطط لورنسز للقيام بهجوم تحويل إلى الجنوب الشرقي من المدينة لجذب الانتباه والمدافعين عن الحصون. في الساعة 12:30 ظهرًا، بدأت المدفعية الفرنسية قصفها مرة أخرى على الحصون وشن الجنود الفرنسيون مرة أخرى هجومهم مع كتائب الزواف وكتيبة من الخَيالة الخَفيفة لمهاجمة حصن غوادالوب. ستغطي كتيبة مشاة البحرية جناحهم مرة أخرى بينما سيتقدم الخط 99 وبعض من الخَيالة الخَفيفة نحو المركز المكسيكي ويغطي أيضًا اليمين المكسيكي بعض من قوات المشاة المغطى من قبل لواء بورفيريو دياز. أثبت الهجوم الثاني نجاحًا أكبر حيث تمكنت كتائب الزواف الفرنسية من تسلق جدار غوادالوبي ورفع أحدهم العلم ثلاثي الألوان لكنهم صُدو وتراجعوا، في هذه الاثناء سقط لواء القوات الفرنسية، اللواء الذي حُمل في معركة ماجنتا ومعركة سولفرينو، في خندق بالقرب من الحصن ولكن تم استرداده من قبل الزوافة الذين فقدوا بنيران مكسيكية. تم صد الهجوم المبكر أيضًا في من قبل القوات بقيادة الجنرال بورفيريو دياز، الذي نجح في منعهم من مساعدة رفاقهم.
بحلول الهجوم الثالث، طلب الفرنسيون المشاركة الكاملة لجميع احتياطياتهم في حوالي الساعة 2 مساءً. نفدت ذخيرة المدفعية الفرنسية، لكن لورنسز لم يكن مستعدًا للاعتراف بالهزيمة حتى الآن، لذلك تم الأمر بالهجوم الثالث للمشاة دون أي نيران داعمة. وهاجمَ نفس الزواف ومشاة البحرية باتجاه الجناح الأيسر المكسيكي بينما سيغطي فوج المشاة البحري والمطاردون الأفارقة وسط المكسيك والجانب الأيمن. في الثالثة مساءً، هَطلَ المطر، جاعلاً ساحة المعركة زلقة وطينية. وضعت القوات المكسيكية دفاعًا قويًا ونزلت إلى الميدان للدفاع عن المواقع بين حصون التل.
عندما انسحب الفرنسيون من هجومهم الأخير، قام ساراجوزا وسلاح الخَيالة المكسيكي بمهاجمتهم من اليسار بينما كانت القوات المختبئة على طول الطريق تتمحور حولهم. تعرض الفرنسيون للمضايقة حتى خرجوا من نطاق المدفعية المكسيكية. خلافًا لأوامر قائده، أمر الجنرال بورفيريو دياز كتيبته إلى الأمام بمهاجمة الفرنسيين غير المنظمين أمامهم، لكن ساراجوزا أمره بالبقاء في موقعه والسماح للمدفعية بإنهاء العمل حتى الساعة 7 مساءً. انسحب لورنسز إلى مركز إقامته حوالي الساعة 4 مساءً، حيث قُتل 172 من رجاله مقابل 83 فقط من المكسيكيين؛ يعتقد المؤرخون المكسيكيون أنه فقد 50 قتيلاً و 404 جريحًا و 127 سجينًا.
انتظر لورنسز يومين حتى يهاجم ساراجوزا مرة أخرى، لكن الجنرال تمسك بموقفه مدركًا أن معركة ميدانية مفتوحة مع الفرنسيين كانت هزيمة مضمونة. انسحب لورنسز بعد ذلك إلى أوريزابا، لصد قوات ساراجوزا التي بَقيت تُطارده في معتكف قتالي حيث غنى المكسيكيون لامارسييز، النشيد الليبرالي الفرنسي الذي حظره الإمبراطور.

## ما بَعد الواقعة
كانت معركة بويبلا حدثًا ملهمًا للمكسيك خلال الحرب، وكانت حَدث مذهل لبقية العالم الذي توقع إلى حد كبير انتصارًا سريعًا للجَيش الفَرنسية. لن يعيش الجنرال ساراجوزا طويلاً بما يكفي للاحتفال بالنصر حيث توفي بعد أربعة أشهر بسبب حمى التيفود.

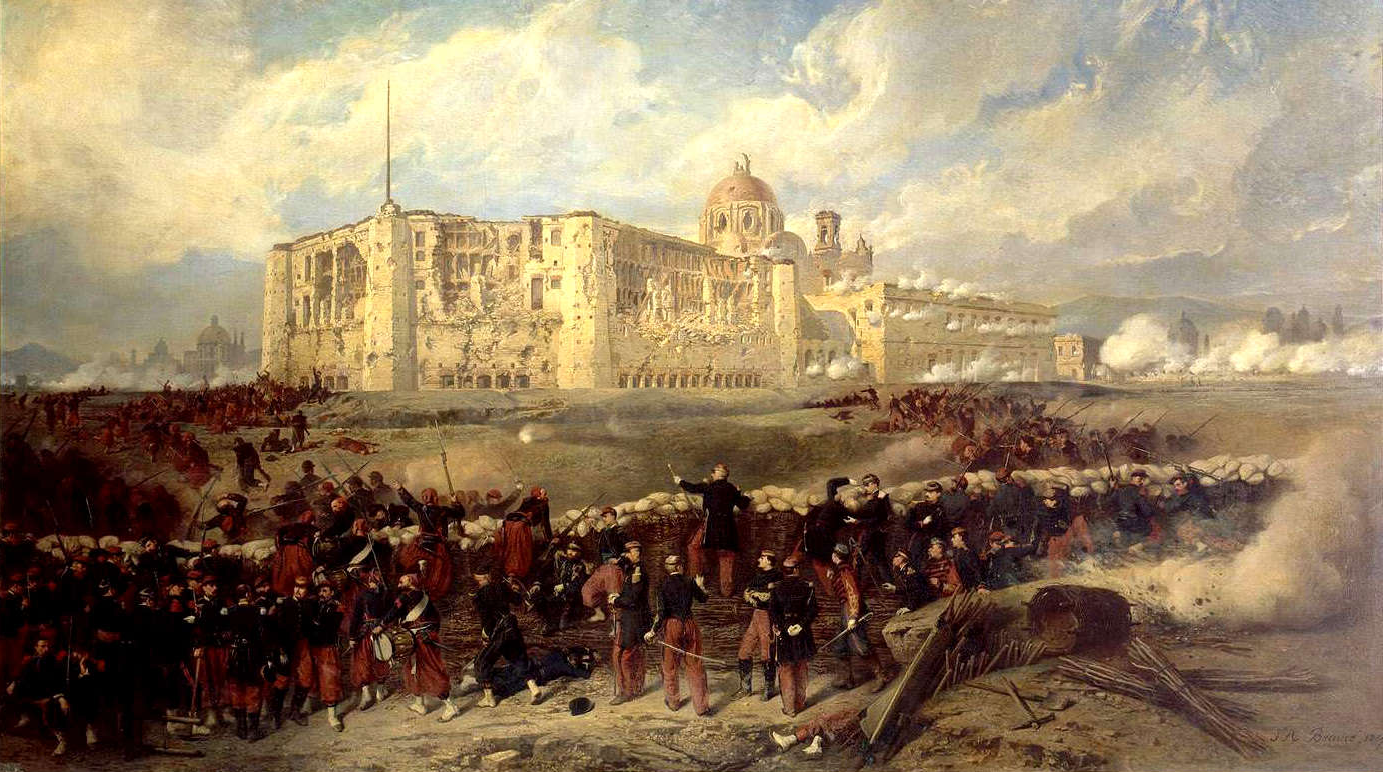
معركة بويبلا الثانية عام 1863 ، بريشة جان أدولف بوسيه.

تباطأت القوات الفرنسية بسبب خسارتهم في بويبلا، وتراجعت وأعادت تجميع صفوفها، واستمر الغزو بعد أن أرسل نابليون الثالث بعزم قوات إضافية إلى المكسيك وعَزَلَ الجنرال لورنسز. انتصر الفرنسيون في النهاية في معركة بويبلا الثانية في 17 مايو 1863 وتَقدموا إلى مكسيكو سيتي. عندما سقطت العاصمة، أجبرت حكومة خواريز على النفي إلى الأجزاء الشمالية النائية من المكسيك.
بدعم من فرنسا، أصبح الأرشيدوق ماكسيميليان إمبراطورًا للمكسيك في الإمبراطورية المكسيكية الثانية التي لم تدم طويلاً. بحلول الوقت الذي تم فيه إنشاء هذا النظام الدمية، دَعمت الولايات المتحدة حكومة خواريز، وقلبت دفة الحرب.

## احتفال
في 9 مايو 1862، أعلن الرئيس بينيتو خواريز أن ذكرى معركة بويبلا ستكون عيدًا وطنيًا،  يُنظر إليه على أنه «يوم معركة بويبلا» أو «سينكو دي مايو».
سينكو دي مايو ليس اليوم الوطني للمكسيك، كما يساء فهمه في بعض الأحيان. أهم عطلة وطنية وطنية في المكسيك هي عيد الاستقلال، في 16 سبتمبر،  إحياءً لذكرى نداء الحرب عام 1810 «صرخة دولوريس»، والتي بدأت حرب الاستقلال. كما تلاحظ المكسيك تتويج حرب الاستقلال  ، التي استمرت 11 عامًا، في 27 سبتمبر.
منذ الثلاثينيات من القرن الماضي، تم إجراء إعادة تمثيل لمعركة بويبلا كل عام في بينون دي لوس بانيوس، وهو نتوء صخري بالقرب من مطار مكسيكو سيتي الدولي.

## المَراجع
1. ↑  Christopher Minster (2011). "Latin American history: Cinco de Mayo/The Battle of Puebla". About.com. مؤرشف من الأصل في 2016-03-04. اطلع عليه بتاريخ 2017-11-17.
2. ↑  Booth, William (5 مايو 2011). "In Mexico, Cinco de Mayo a more sober affair". The Washington Post. مؤرشف من الأصل في 2020-11-01. اطلع عليه بتاريخ 2011-11-17.
3. 1 2  "Cinco de Mayo". Mexico Online. 25 أبريل 2007. مؤرشف من الأصل في 2021-09-09. اطلع عليه بتاريخ 2017-05-05.
4. ↑  DeRouen، Karl R.؛ Heo، Uk (2005). Defense and security: a compendium of national armed forces and security policies. Santa Barbara, CA: ABC-CLIO. ص. 472. ISBN:978-1-85109-781-4. مؤرشف من الأصل في 2021-08-13. اطلع عليه بتاريخ 2011-11-17.
5. ↑  The following sources are mentioning that اجناسيو ساراجوزا was heading 12,000 troops : see The Cinco de Mayo and French Imperialism – Hicks, Peter, Fondation Napoléon, and General Gustave Léon Niox book, Expédition du Mexique : 1861–1867, published in 1874 by Librairie militaire de J. Dumaine, p. 162 Read online نسخة محفوظة 16 مايو 2016 على موقع واي باك مشين.
6. ↑  "Cinco de Mayo". Mexico Online: The Oldest and most trusted online guide to Mexico. مؤرشف من الأصل في 2021-09-09.
7. ↑  Lovgren، Stefan (5 مايو 2006). "Cinco de Mayo, From Mexican Fiesta to Popular U.S. Holiday". National Geographic News. مؤرشف من الأصل في 2018-05-16.
8. ↑  List of Public and Bank Holidays in Mexico نسخة محفوظة 2009-04-16 على موقع واي باك مشين. April 14, 2008. This list indicates that Cinco de Mayo is not a día feriado obligatorio ("obligatory holiday"), but is instead a holiday that can be voluntarily observed.
9. ↑  Cinco de Mayo is not a federal holiday in México Accessed May 5, 2009 نسخة محفوظة 2016-03-03 على موقع واي باك مشين.
10. ↑  Día de la Batalla de Puebla. 5 May 2011. "Dia de la Batalla de Puebla: 5 de Mayo de 1862." نسخة محفوظة 24 March 2012 على موقع واي باك مشين. Colegio Rex: Marina, Mazatlan. Retrieved 25 May 2011.
11. ↑  Día de la Batalla de Puebla (5 de Mayo). Guia de San Miguel. نسخة محفوظة 2012-05-12 على موقع واي باك مشين. Retrieved 25 May 2011.
12. ↑  Happy “Battle of Puebla” Day. Retrieved 25 May 2011.
13. 1 2  Beezley، William H. (2011). Mexico in World History. Oxford: Oxford University Press. ص. 71. ISBN:978-0-19-515381-1. مؤرشف من الأصل في 2020-05-12. اطلع عليه بتاريخ 2011-11-17.
14. ↑  Did You Know? Cinco de Mayo is more widely celebrated in USA than Mexico. Tony Burton. Mexconnect. Retrieved 29 April 2013. نسخة محفوظة 2021-05-05 على موقع واي باك مشين.
15. ↑  Cultural adaptation: the سينكو دي مايو holiday is far more widely celebrated in the USA than in Mexico. Geo-Mexico. 2 May 2011. Retrieved 29 April 2013. نسخة محفوظة 2021-02-24 على موقع واي باك مشين.
16. ↑  25 Latino Craft Projects: Celebrating Culture in Your Library. Ana Elba Pabon. Diana Borrego. 2003. American Library Association. Page 14. Retrieved 29 April 2013. نسخة محفوظة 2021-10-21 على موقع واي باك مشين.
17. ↑  7 Things You May Not Know About Cinco de Mayo. Jesse Greenspan. May 3, 2012. Retrieved 29 April 2013. نسخة محفوظة 2021-10-26 على موقع واي باك مشين.
18. ↑  Congressional Record – House. p. 7488. May 9, 2001. Retrieved 29 April 2013. Note that contrary to most other sources, this source states the date Juarez declared Cinco de Mayo to be a national holiday was 8 September 1862. نسخة محفوظة 2020-07-29 على موقع واي باك مشين.
19. ↑  Statement by Mexican Consular official Accessed May 8, 2007.[إخفاق التحقق] نسخة محفوظة 2008-06-02 على موقع واي باك مشين.
20. ↑  Adam Brooks. "Is Cinco De Mayo Really Mexico's Independence Day?". NBC 11 News. اطلع عليه بتاريخ 2008-09-18.[استشهاد منقوص البيانات]
21. ↑   Retrieved February 6, 2009. [وصلة مكسورة] "نسخة مؤرشفة". مؤرشف من الأصل في 2009-04-26. اطلع عليه بتاريخ 2021-11-18.{{استشهاد ويب}}:  صيانة الاستشهاد: BOT: original URL status unknown (link)
22. ↑  Central Intelligence Agency (2011). "The World Factbook: Mexico". وكالة المخابرات المركزية. مؤرشف من الأصل في 2021-11-12. اطلع عليه بتاريخ 2011-11-17.
23. ↑  Geo-Mexico (2010). "The Battle of Puebla is re-enacted each year on Cinco de Mayo (May 5), but in Mexico City". Geo-mexico.com. مؤرشف من الأصل في 2021-09-20. اطلع عليه بتاريخ 2011-11-17.